# Tournoi de clôture du championnat du Nicaragua de football 2019
Navigation
Saison précédente Saison suivante
Le Tournoi Clausura 2019 est le quatrième tournoi saisonnier disputé au Nicaragua.
C'est cependant la 78e fois que le titre de champion du Nicaragua est remis en jeu.
Chacun des dix clubs participant sera confronté deux fois aux neuf autres équipes. Puis les quatre meilleurs s'affronteront lors d'une phase finale à la fin du tournoi.
Seulement une place est qualificative pour la Ligue de la CONCACAF 2019.

## Les dix clubs participants
Ce tableau présente les dix équipes qualifiées pour disputer le championnat 2018-2019. On y trouve le nom des clubs, le nom des stades dans lesquels ils évoluent ainsi que la capacité et la localisation de ces derniers.
| Club                      | Stade                                        | Capacité | Ville      |
| Chinandega FC (en)        | Stade Efraín Tijerino                        | 8 000    | Chinandega |
| Diriangén FC              | Stade Cacique Diriangén                      | 7 500    | Diriamba   |
| ART Municipal Jalapa (en) | Stade Alejandro Ramos                        | 1 000    | Jalapa     |
| Juventus Managua          | Stade olympique de l'Indépendance de Managua | 8 000    | Managua    |
| Managua FC (en)           | Stade olympique de l'Indépendance de Managua | 8 000    | Managua    |
| UNAN Managua (en)         | Stade olympique de l'Indépendance de Managua | 8 000    | Managua    |
| Real Estelí FC            | Stade de l'Indépendance                      | 4 800    | Estelí     |
| Real Madriz               | Stade Augusto Cesar Mendoza                  | 3 000    | Somoto     |
| Deportivo Ocotal (en)     | Stade Glorias del Beisbol Segoviano          | 5 000    | Ocotal     |
| Deportivo Walter Ferreti  | Stade olympique de l'Indépendance de Managua | 8 000    | Managua    |

| \| Managua : Juventus Walter Ferreti Managua FC UNAN Managua Diriangén Estelí Madriz Chinandega Ocotal Jalapa \| Localisation des clubs engagés dans le championnat. |
| Managua : Juventus Walter Ferreti Managua FC UNAN Managua Diriangén Estelí Madriz Chinandega Ocotal Jalapa                                                           |

## Compétition
Le tournoi Clausura se déroule de la même façon que les tournois saisonniers précédents, en deux phases :
- La phase régulière : les dix-huit journées de championnat.
- La seconde phase : les matchs aller-retour allant des quarts de finale à la finale.

### Phase régulière
Lors de la phase régulière les dix équipes affrontent à deux reprises les neuf autres équipes selon un calendrier tiré aléatoirement.
Les quatre meilleures équipes sont directement qualifiées pour la seconde phase.
Le classement est établi sur le barème de points classique (victoire à 3 points, match nul à 1, défaite à 0).
Le départage final se fait selon les critères suivants :
- Le nombre de points.
- La différence de buts générale.
- Le nombre de buts marqué.

| Rang | Équipe                      | Pts | J  | G  | N | P  | Bp | Bc | Diff |
| ---- | --------------------------- | --- | -- | -- | - | -- | -- | -- | ---- |
| 1    | Real Estelí FC              | 45  | 18 | 14 | 3 | 1  | 44 | 13 | +31  |
| 2    | Managua FC (en) T           | 40  | 18 | 13 | 1 | 4  | 51 | 24 | +27  |
| 3    | Deportivo Walter Ferreti    | 36  | 18 | 11 | 3 | 4  | 31 | 15 | +16  |
| 4    | Juventus Managua            | 26  | 18 | 8  | 2 | 8  | 40 | 40 | 0    |
| 5    | Diriangén FC                | 25  | 18 | 7  | 4 | 7  | 36 | 29 | +7   |
| 6    | Deportivo Ocotal (en)       | 23  | 18 | 6  | 5 | 7  | 27 | 25 | +2   |
| 7    | UNAN Managua (en)           | 18  | 18 | 5  | 3 | 10 | 25 | 38 | -13  |
| 8    | Real Madriz                 | 15  | 18 | 3  | 6 | 9  | 16 | 31 | -15  |
| 9    | ART Municipal Jalapa (en) P | 15  | 18 | 4  | 3 | 11 | 22 | 54 | -32  |
| 10   | Chinandega FC (en)          | 11  | 18 | 3  | 2 | 13 | 15 | 38 | -23  |

| Légende : Qualifications et relégations | Légende : Qualifications et relégations          |
| --------------------------------------- | ------------------------------------------------ |
|                                         | Qualifié pour les demi-finales                   |
|                                         | Qualifié pour les quarts de finale               |
|                                         | T Tenant du titre P Promu de la saison 2017-2018 |

| Résultats (▼dom., ►ext.)                                   | ART | CDO | Chi | Dir | Juv | Man | Est  | Mad | UNAN | Wal |
| ART Municipal Jalapa (en)                                  |     | 1-1 | 1-0 | 2-4 | 4-1 | 2-2 | 0-10 | 0-2 | 0-0  | 1-2 |
| Deportivo Ocotal (en)                                      | 2-1 |     | 1-0 | 3-0 | 1-2 | 1-2 | 1-2  | 3-2 | 2-2  | 1-2 |
| Chinandega FC (en)                                         | 2-3 | 0-1 |     | 1-2 | 2-4 | 0-4 | 3-0  | 2-0 | 1-1  | 0-3 |
| Diriangén FC                                               | 6-2 | 1-1 | 5-0 |     | 3-1 | 3-1 | 2-3  | 2-2 | 1-0  | 1-1 |
| Juventus Managua                                           | 6-1 | 3-0 | 5-0 | 2-1 |     | 2-3 | 2-2  | 3-3 | 3-2  | 2-1 |
| Managua FC (en)                                            | 3-0 | 4-2 | 3-1 | 5-3 | 6-1 |     | 0-1  | 5-1 | 3-1  | 1-2 |
| Real Estelí FC                                             | 6-2 | 1-1 | 1-0 | 1-0 | 3-1 | 2-1 |      | 4-0 | 3-0  | 1-0 |
| Real Madriz                                                | 0-1 | 0-0 | 0-0 | 0-0 | 3-0 | 0-3 | 0-1  |     | 2-1  | 0-3 |
| UNAN Managua (en)                                          | 4-1 | 0-5 | 3-2 | 2-1 | 4-2 | 1-3 | 0-3  | 3-1 |      | 2-3 |
| Deportivo Walter Ferreti                                   | 3-0 | 2-1 | 4-0 | 2-1 | 1-0 | 1-2 | 0-0  | 0-0 | 1-2  |     |
| - Victoire à domicile - Match nul - Victoire à l'extérieur |     |     |     |     |     |     |      |     |      |     |

### La phase finale
Les six équipes qualifiées sont réparties dans le tableau final d'après leur classement général, le deuxième affrontant lors des demi-finales le vainqueur du quart opposant le quatrième au cinquième et le premier affrontant le vainqueur du quart opposant le troisième au sixième.
En cas d'égalité, les deux équipes sont dans un premier temps départagées par la règle des buts marqués à l'extérieur puis par leur classement général si cela est nécessaire, sauf lors de la finale où des prolongations puis une séance de tirs au but ont éventuellement lieu. Les quarts de finale ne se jouent que sur un match.

#### Tableau
|  |                          |                 |                          |               |               |   |   |            |            |            |                |            |   |   |        |        |        |        |        |  |  |
|  | 1/4 de finale            | 1/4 de finale   | 1/4 de finale            | 1/4 de finale | 1/4 de finale |   |   | 1/2 finale | 1/2 finale | 1/2 finale | 1/2 finale     | 1/2 finale |   |   | Finale | Finale | Finale | Finale | Finale |  |  |
|  |                          |                 |                          |               |               |   |   |            |            |            |                |            |   |   |        |        |        |        |        |  |  |
|  |                          |                 |                          |               |               |   |   |            |            |            |                |            |   |   |        |        |        |        |        |  |  |
|  |                          |                 |                          |               |               |   |   |            |            |            |                |            |   |   |        |        |        |        |        |  |  |
|  |                          |                 |                          |               |               |   |   |            |            |            |                |            |   |   |        |        |        |        |        |  |  |
|  |                          |                 |                          |               |               |   |   |            |            |            |                |            |   |   |        |        |        |        |        |  |  |
|  | Real Estelí FC           | (1)             | 0                        | 3             |               |   |   |            |            |            |                |            |   |   |        |        |        |        |        |  |  |
|  | Real Estelí FC           | (1)             | 0                        | 3             |               |   |   |            |            |            |                |            |   |   |        |        |        |        |        |  |  |
|  |                          |                 | Diriangén FC             | (5)           | 1             | 0 |   |            |            |            |                |            |   |   |        |        |        |        |        |  |  |
|  | Diriangén FC             | (4)             | Diriangén FC             | (5)           | 1             | 0 | 2 |            |            |            |                |            |   |   |        |        |        |        |        |  |  |
|  | Diriangén FC             | (4)             |                          |               |               |   |   |            |            |            |                |            |   |   |        |        |        |        |        |  |  |
|  | Juventus Managua         | (5)             | 1                        |               |               |   |   |            |            |            |                |            |   |   |        |        |        |        |        |  |  |
|  | Juventus Managua         | (5)             | 1                        |               |               |   |   |            |            |            | Real Estelí FC | (1)        | 3 | 0 | 0      |        |        |        |        |  |  |
|  |                          |                 |                          |               |               |   |   |            |            |            | Real Estelí FC | (1)        | 3 | 0 | 0      |        |        |        |        |  |  |
|  |                          | Managua FC (en) | (2)                      | 3             | 0             |   |   |            |            |            |                |            |   |   |        |        |        |        |        |  |  |
|  |                          |                 |                          |               |               |   |   |            |            |            |                |            |   |   |        |        |        |        |        |  |  |
|  |                          |                 |                          |               |               |   |   |            |            |            |                |            |   |   |        |        |        |        |        |  |  |
|  |                          |                 |                          |               |               |   |   |            |            |            |                |            |   |   |        |        |        |        |        |  |  |
|  | Managua FC (en)          | (2)             | 1                        | 0             | 0             |   |   |            |            |            |                |            |   |   |        |        |        |        |        |  |  |
|  | Managua FC (en)          | (2)             | 1                        | 0             | 0             |   |   |            |            |            |                |            |   |   |        |        |        |        |        |  |  |
|  |                          |                 | Deportivo Walter Ferreti | (3)           | 1             | 0 |   |            |            |            |                |            |   |   |        |        |        |        |        |  |  |
|  | Deportivo Walter Ferreti | (3)             | Deportivo Walter Ferreti | (3)           | 1             | 0 | 1 |            |            |            |                |            |   |   |        |        |        |        |        |  |  |
|  | Deportivo Walter Ferreti | (3)             |                          |               |               |   | 1 |            |            |            |                |            |   |   |        |        |        |        |        |  |  |
|  | Deportivo Ocotal (en)    | (6)             | 0                        |               |               |   |   |            |            |            |                |            |   |   |        |        |        |        |        |  |  |
|  | Deportivo Ocotal (en)    | (6)             | 0                        |               |               |   |   |            |            |            |                |            |   |   |        |        |        |        |        |  |  |

#### Quarts de finale
| Club                     | Score | Club                  | Commentaire |
| Deportivo Walter Ferreti | 1-0   | Deportivo Ocotal (en) |             |
| Diriangén FC             | 2-1   | Juventus Managua      |             |

#### Demi-finales
| Club            | Aller | Retour | Club                     | Commentaire                |
| Real Estelí FC  | 0-1   | 3-0    | Diriangén FC             |                            |
| Managua FC (en) | 1-1   | 0-0    | Deportivo Walter Ferreti | Buts marqués à l'extérieur |

#### Finale
| Match aller | Managua FC (en)                                     | 3:3   | Real Estelí FC                                                      | Stade olympique de l'Indépendance de Managua |                          |
| 25 mai 2019 | Lucas Dos Santos 42e (pen.) 66e · Kevin Serapio 74e | (1:2) | 39e Ricardo Rivas · 45e Cristhian Gutiérrez · 90e Vinicius De Souza | Arbitrage : Óscar Dávila                     | Arbitrage : Óscar Dávila |
| 25 mai 2019 | Rapport                                             |       |                                                                     | Arbitrage : Óscar Dávila                     | Arbitrage : Óscar Dávila |

| Match retour  | Real Estelí FC | 0:0   | Managua FC (en) | Stade de l'Indépendance     |                             |
| 1er juin 2019 |                | (0:0) |                 | Arbitrage : Nitzar Sandoval | Arbitrage : Nitzar Sandoval |
| 1er juin 2019 | Rapport        |       |                 | Arbitrage : Nitzar Sandoval | Arbitrage : Nitzar Sandoval |

| Vainqueur du Tournoi Clausura 2019 Real Estelí FC 16e titre |

### Classement cumulatif
| Rang | Équipe                      | Pts | J  | G  | N  | P  | Bp | Bc | Diff |
| ---- | --------------------------- | --- | -- | -- | -- | -- | -- | -- | ---- |
| 1    | Managua FC (en) C           | 84  | 36 | 27 | 3  | 6  | 91 | 41 | +50  |
| 2    | Real Estelí FC C            | 81  | 36 | 24 | 9  | 3  | 77 | 25 | +52  |
| 3    | Deportivo Walter Ferreti    | 64  | 36 | 18 | 10 | 8  | 52 | 33 | +19  |
| 5    | Diriangén FC                | 51  | 36 | 14 | 9  | 13 | 59 | 48 | +11  |
| 6    | Juventus Managua            | 50  | 36 | 15 | 5  | 16 | 65 | 60 | +5   |
| 4    | Real Madriz                 | 42  | 36 | 10 | 12 | 14 | 41 | 60 | -19  |
| 9    | Deportivo Ocotal (en)       | 38  | 36 | 9  | 11 | 16 | 44 | 57 | -13  |
| 7    | ART Municipal Jalapa (en) P | 34  | 36 | 9  | 7  | 20 | 37 | 84 | -47  |
| 8    | Chinandega FC (en)          | 29  | 36 | 7  | 8  | 21 | 39 | 71 | -32  |
| 10   | UNAN Managua (en)           | 27  | 36 | 7  | 6  | 23 | 44 | 70 | -26  |

| Légende : Qualifications et relégations | Légende : Qualifications et relégations                                        |
| --------------------------------------- | ------------------------------------------------------------------------------ |
|                                         | Ligue de la CONCACAF 2019                                                      |
|                                         | Qualifié pour le barrage de relégation en Segunda División                     |
|                                         | Relégué en Segunda División                                                    |
|                                         | C Vainqueur d'un des deux tournois de la saison P Promu de la saison 2017-2018 |

### Barrage de relégation
| Club               | Aller | Retour | Club         | Commentaire            |
| Chinandega FC (en) | 1-2   | 3-1    | FC Gutiérrez | Chinandega FC maintenu |

## Bilan du tournoi
| Tournoi de clôture du championnat de football du Nicaragua 2019 |                            |
| Champion                                                        | Real Estelí FC (16e titre) |
| Dauphin                                                         | Managua FC (en)            |
| Qualifications continentales                                    |                            |
| Ligue de la CONCACAF 2019                                       | Real Estelí FC             |
| Promotions et relégations                                       |                            |
| Promus en Primera División                                      | Deportivo Las Sabanas (en) |
| Relégués en Segunda División                                    | UNAN Managua (en)          |

## Statistiques

### Buteurs
| Rang | Nom              | Équipe          | Buts |
| 1    | Edward Morillo   | Managua FC (en) | 20   |
| 2    | Lucas Dos Santos | Managua FC (en) | 16   |
| 3    | Douglas Caé      | Real Estelí FC  | 14   |